# Gevangenisregime
Het gevangenisregime duidt aan hoe streng de gedetineerde behandeld wordt. Er zijn gradaties in de strengheid van het gevangenisregime. Elke gevangenis heeft zijn eigen regime en eigen huisregels. Waar een veroordeelde wordt geplaatst hangt af van de ernst van de misdaad en mogelijk ontsnappingsgevaar van de gevangene. Men onderscheidt globaal een zestal types.
De Regeling selectie, plaatsing en overplaatsing van gedetineerden onderscheidt 5 beveiligingsniveaus.
Er is sinds 1 maart 2014 een systeem van promoveren en degraderen op basis van goed gedrag, op basis waarvan vrijheden en het toestaan van deelname aan activiteiten worden bepaald.

## Elektronisch toezicht (VL) of elektronisch huisarrest (NL)
Elektronisch toezicht (VL) en elektronisch huisarrest (NL) zijn justitiële maatregelen.
De veroordeelde mag in de eigen woning blijven, maar is via een speciaal apparaat (meestal een pols- of enkelband) met een centrale verbonden. Hij moet zich aan bepaalde afspraken houden. Hij kan zich binnenshuis vrij bewegen, maar elke beweging buitenshuis zal hij vooraf moeten overleggen. Zo kan hij bijvoorbeeld naar werk, dokter of school. De veroordeelde mag bezoek ontvangen. Het is een soort huisgevangenis.
Deze straf wordt toegepast op mensen die overtredingen en lichte vormen van misdaad hebben gepleegd of een korte straf hebben uit te zitten; ook als overgang naar (voorlopige) invrijheidstelling.

## Open inrichting
De gestrafte moet op werkdagen in de gevangenis verblijven. Vakantie- en weekeindverlof wordt altijd automatisch geaccepteerd. De regels zijn vaak soepel. Er zijn maar weinig beveiligingsvoorzieningen in deze inrichting aanwezig. Vaak heeft deze inrichting geen hek. De gevangene mag buiten de gevangenis naar het werk of school gaan. Meestal zijn er dan ook geen bezoekuren. 
Dit regime wordt toegepast op mensen die bijna hun veroordeling hebben uitgezeten en binnenkort vrij zullen komen.

## Besloten inrichting
Een besloten inrichting is geen Justitiële Inrichting, maar een inrichting voor gesloten jeugdzorg. Dit heet tegenwoordig JeugdzorgPLUS. Een gesloten internaat zit tussen een Justitiële Jeugdinrichting en een open inrichting in. Minderjarigen die voorheen in een JJI werden geplaatst, omdat ze ernstige gedragsproblemen vertoonden werden na een wetswijziging in 2007 in een besloten inrichting geplaatst.

## Inrichting met sober regime
De gevangenen moeten een cel delen. Er zijn minder mogelijkheden, zoals televisie of andere vrijheden. Er zijn beperkte programma's voor deze groep. Er zijn ook geen verlofmogelijkheden. 
Dit regime wordt toegepast op mensen die een korte straf hebben uit te zitten (in verzekering) en vreemdelingen zonder verblijfsvergunning.

## Halfopen inrichting
De halfopen gevangenis is in gebruik voor mensen die een lichte straf uitzitten of die aan het einde van hun straf zijn. De gedetineerden kunnen er weekeindverlof krijgen. Verlof wordt gehononeerd als de gevangene zelf een verzoek daartoe indient. De verlofcommissie moet over zo'n verzoek tot verlof beslissen. Afhankelijk van de reden van verlof en het dossier van de gevangene kan er worden besloten om verlof te verlenen. Bij een verlof kan de gevangene worden begeleid door een begeleider. 
De gevangene krijgt bij een halfopen inrichting mogelijkheden ter voorbereiding tot terugkeer in de maatschappij. Hiervoor zijn er opleidingen en/of werkplaatsen beschikbaar in de gevangenis. Er zijn daarnaast vaste bezoekuren en een vast programma voor de gevangenen waarin ook rekening wordt gehouden met de rechten van de gevangenen. Zo hebben zij het recht om te luchten.
Dit regime wordt toegepast op mensen die net uit het gesloten regime zijn ingestroomd.

## Gesloten inrichting
Het leven van de gevangene wordt strikt bepaald door de bewakers of de directeur. De vaste programma's voor de gevangenen zijn gekoppeld aan de tijd. De gevangenen hebben beperkte ruimte voor eigen keuzes. De beveiligingsvoorzieningen zoals bewaakte hekken zijn altijd aanwezig. Verlof op eigen verzoek wordt zelden geaccepteerd. Er zijn strenge regels voor verlofverlening. De vaste bezoekuren zijn aan huisregels gebonden. Controles worden vaak onaangekondigd uitgevoerd. Er zijn ook isoleercellen aanwezig bij een gesloten inrichting.
Dit regime wordt toegepast op mensen die pas gearresteerd of nog niet veroordeeld zijn. Het geldt ook voor mensen die nog een lange straf moeten uitzitten.

## Extra Bewaakte Inrichting (EBI)
In de Extra Beveiligde Inrichting wordt elk contact met de maatschappij voorkomen of onder streng toezicht afgeluisterd. De bezoekuren zijn heel beperkt en aan strenge regels gebonden. De bezoekers worden door de bewakers gecontroleerd om mogelijke smokkelwaar tegen te houden. De gevangenen worden persoonlijk begeleid door een of twee bewakers. Verlofmogelijkheden zijn er niet. Er zijn maximale beveiligingsvoorzieningen aanwezig om mogelijke ontsnapping uit te sluiten. 
Dit regime wordt toegepast op mensen die zware misdaden hebben begaan die grote impact op de maatschappij hebben veroorzaakt en/of vluchtgevaarlijk zijn.